# Arzano (Finisterra)
Arzano é uma comuna francesa na região administrativa da Bretanha, no departamento de Finistère. Estende-se por uma área de 34.04 km². Em 2010 a comuna tinha 1 410 habitantes (densidade: 41,4 hab./km²).